# Robert Hloz
Robert Hloz (nom original Robert Hložanka, Brno, 1 de març de 1989) és un guionista i director de cinema txec, autor de la pel·lícula Bod obnovy.

## Biografia
Robert Hloz va voler dedicar-se al cinema en la seva joventut. Als divuit anys, es va presentar al  Departament de Direcció de la FAMU i no va ser acceptat; més tard va estudiar direcció durant alguns anys a la  Facultat de Comunicació Multimèdia de la Universitat Tomas Bata de Zlín, després va decidir estudiar cinema a Corea del Sud. Es guanya la vida creant anuncis per a clients comercials.
Mentre estudiava a Zlín, va fer diversos curtmetratges. Les seves pel·lícules Vodtlak (2009) i Mlýn (2011) van tenir un èxit inesperat, l'última de les quals va guanyar el Kodak Student Golden Award i va guanyar a la Noci filmových nadějí. Mentre estudiava direcció a Corea del Sud, va fer la pel·lícula d'aclamació internacional Numbers (2012). Després del migmetratge Přechodné vědomí va començar a rodar anuncis (entre d'altres per a l'empresa LG) i va començar a treballar més intensament en el guió i la producció del llargmetratge Bod obnovy; En preparar-lo, es va inspirar, entre altres coses, en les pel·lícules Blade Runner, Minority Report, A.I. Artificial Intelligence i Children of Men. La pel·lícula es va estrenar al Festival Internacional de Cinema de Karlovy Vary el 2023.

## Filmografia
- 2009: Podtlak (curtmetratge)
- 2011: Mlýn (curtmetratge)
- 2012: Numbers (curtmetratge)
- 2014: Přechodné vědomí
- 2023: Bod obnovy